# Oksan-myeon, Cheongju
Oksan-myeon (koreanska: 옥산면) är en socken i stadsdistriktet Heungdeok-gu i kommunen Cheongju i Sydkorea.
Den ligger i provinsen Norra Chungcheong, i den centrala delen av landet, 100 km söder om huvudstaden Seoul.